# サワラシティ
サワラシティ（さわらしてぃ）は、千葉県香取市佐原にあるショッピングセンターである。主なテナントはスーパータイヨー、ダイソー、パシオスである。

## テナント
- タイヨー 佐原店 - 食品スーパー
- パシオス - アパレル
- ダイソー
- 味の民芸 佐原店 - 和食レストラン　他

各テナントの詳細は公式サイト「店舗情報」を参照